# 20038 Arasaki
20038 Arasaki è un asteroide della fascia principale. Scoperto nel 1992, presenta un'orbita caratterizzata da un semiasse maggiore pari a 3,9874344 UA e da un'eccentricità di 0,2411345, inclinata di 19,55714° rispetto all'eclittica.